# Josef Seger
Josef Ferdinand Norbert Seger, także Seeger, Seegr, Segert, Zeckert, Czegert (ochrzczony 21 marca 1716 w Řepínie, zm. 22 kwietnia 1782 w Pradze) – czeski kompozytor, organista, skrzypek i pedagog.

## Życiorys
Ukończył studia filozoficzne na Uniwersytecie Praskim. Uczył się gry na organach u Bohuslava Černohorskiego, kontrapunktu u Jana Zacha i Františka Tůmy oraz przypuszczalnie generałbasu u Felixa Bendy. Grał jako skrzypek w kościele św. Marcina w Murze w Pradze, od około 1741 roku był także organistą w kościele NMP przez Tynem, a od 1745 roku w kościele św. Franciszka. W 1781 roku otrzymał propozycję przeniesienia się na dwór cesarski w Wiedniu, zmarł jednak przed objęciem posady.
Ceniony jako organista i pedagog przez współczesnych. Do grona jego uczniów należeli Josef Jelínek, Karel Blažej Kopřiva, Jan Antonín Koželuh, Jan Křtitel Kuchař, Vincenc Mašek, Josef Mysliveček i Václav Pichl.

## Twórczość
Skomponował ponad 200 utworów na organy (toccaty, preludia, fugi), około 200 utworów pedagogicznych do nauki generałbasu, a także utwory religijne: 4 msze, 2 litanie, motet, 2 antyfony, graduał. Twórczość Segera należy do okresu przejściowego między barokiem a klasycyzmem, utrzymana jest w tradycyjnym stylu. Jego utwory organowe, ze względu na jednomanuałową fakturę, mogą być wykonywane także na innych instrumentach klawiszowych. Cechują się niewielkimi rozmiarami i zwięzłością fug.